# 聖母教堂 (多德雷赫特)

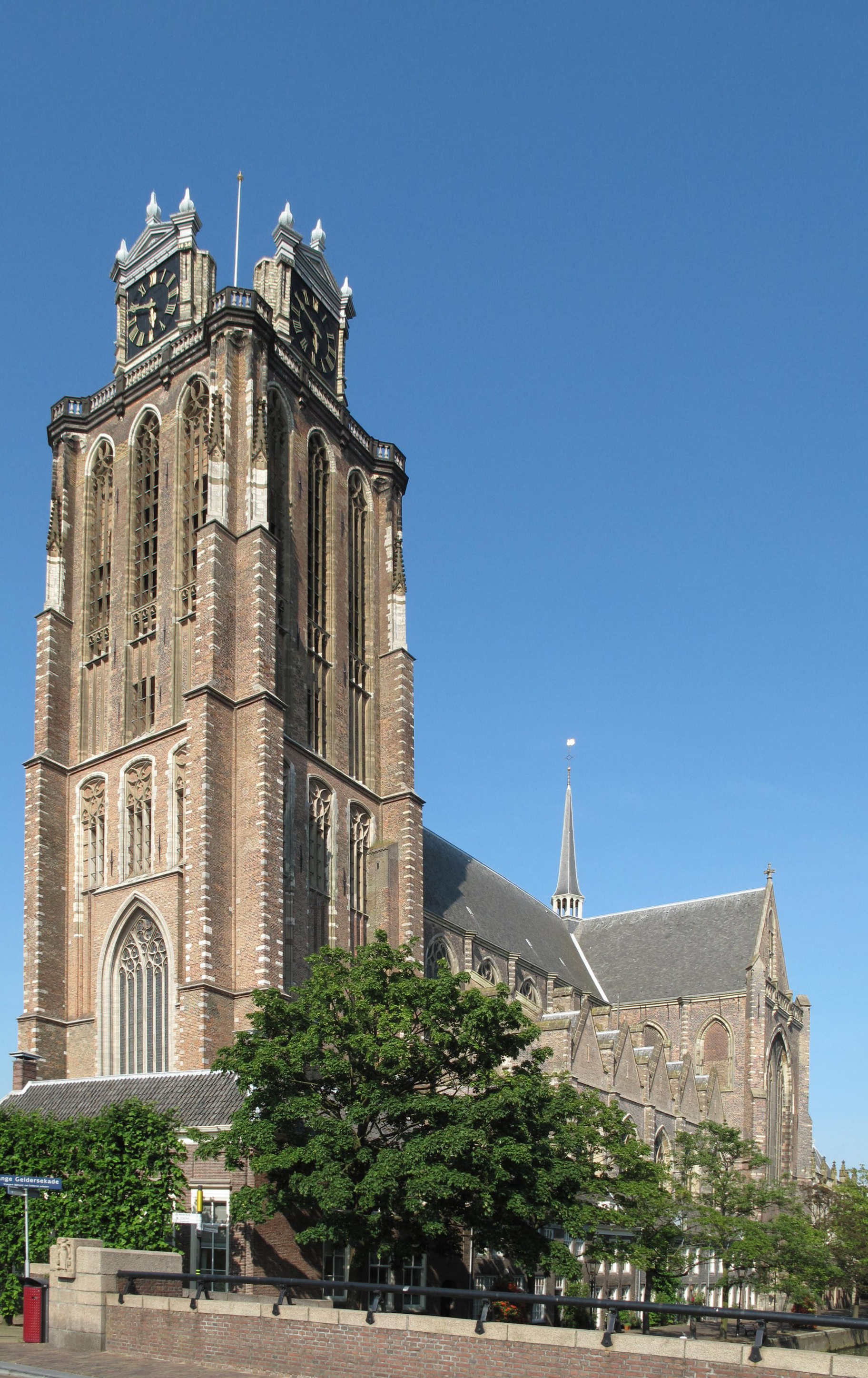
聖母教堂

聖母教堂（荷蘭語：Onze-Lieve-Vrouwekerk）是荷蘭城市多德雷赫特的一座中世紀時期的新教教堂，也是該市最大的教堂和第二古老的教堂。這座教堂屬於布拉班特哥特式建築。教堂的高塔部分並未完成。
51°48′51″N 4°39′36″E / 51.81417°N 4.66000°E